# 재건축
재건축은 집, 아파트, 빌라, 학교 등 기존에 있던 각종 노후 건축물을 허물고 다시 짓는 것이다.
보통 재건축 과정은 추진위 구성을 시초로 하여, 행위허가·조합설립인가 등의 절차를 거친 다음 다시 사업시행인가를 하게 되면 사업승인을 하게 된다. 사업승인을 마치고 난 뒤 이주, 철거, 공사, 분양, 입주 등의 과정을 거치게 된다.

## 대한민국의 재건축
대한민국은 1970년대 들어 서민들의 보금자리를 확충하기 위해 짓는 것을 시초로, 1980년대 들어 노후 저층 아파트들이 재건축에 들어가 대표적으로는 서울 마포아파트(1990년 철거 직전 당시 6층 10개동 642세대로 구성)를 필두로 수많은 아파트 단지들 곳곳에서 재건축이 한창이다.
대표적인 사건은 1867년 흥선대원군의 경복궁 중건이다.(景福宮 重建)

### 판례
재건축조합 임시총회의 소집절차나 결의방법이 법령이나 정관에 위반되어 임원개임결의가 사법상 무효라고 하더라도, 실제로 재건축조합의 조합총회에서 그와 같은 내용의 임원개임결의가 이루어졌고 그 결의에 따라 임원변경등기를 마쳤다면 공정증서원본부실기재죄가 성립하지 아니한다.

## 일본의 재건축
일본은 태평양 전쟁 패망 이후 파괴된 주택들을 허물고 다시 짓는 재건사업을 시초로 하는 것으로 널리 유명하다.

## 독일의 재건축
독일은 1990년대까지만 해도 존재하였던 고층 주거시설들이 퇴출되자 수 많은 고층 아파트들을 헐어내고 다시 저층 건축물로 짓는 경우도 있었다.

## 같이 보기
- 도시 재개발

1. ↑  대판 2004.10.15, 2004도3584